# Грег Майнор
Грег Магаду Майнор (англ. Greg Magado Minor, нар. 18 вересня 1971, Сандерсвілл, Джорджія, США) — американський професіональний баскетболіст, що грав на позиціях атакувального захисника і легкого форварда за команду НБА «Бостон Селтікс».

## Ігрова кар'єра
На університетському рівні грав за команду Луївілл (1991–1994). Двічі доходив з командою до 1/8 фіналу турніру NCAA.
1994 року був обраний у першому раунді драфту НБА під загальним 25-м номером командою «Лос-Анджелес Кліпперс». Проте професіональну кар'єру розпочав 1994 року виступами за «Бостон Селтікс», куди був обміняний невдовзі після драфту. Захищав кольори команди з Бостона протягом усієї історії виступів у НБА, яка налічувала 5 сезонів. Свій найрезультативніший матч у кар'єрі провів у своєму першому сезоні в лізі, набравши 31 очко у грі проти «Голдет-Стейт Ворріорз». 1996 року брав участь у конкурсі слем-данків, де зайняв третє місця.
1999 року в матчі проти «Маямі» отримав ушкодження коліна, яке змусило його завершити свою спортивну кар'єру.